# Гошуте
Гошуте (на английски: Goshute) са няколко свързани индиански групи, част от западните шошони, които по време на идването на мормоните през 1847 година живеят в най-пустинния и изолиран район на Големия басейн, простиращ се югозападно от Голямото Солено Езеро в западна Юта и източна Невада. Не е ясно кога са дошли в областта, но се предполага, че това става през 1000 година, когато шошоните идват от Долината на Смъртта.
Днес има две федерално признати племена гошуте от правителството на САЩ.
- Конфедеративните племена на Резервата Гошуте в Невада и Юта.
- Групата на гошуте в Долината Скъл в Юта, Индиански резерват Скъл вали.

## Групи
Преди идването на мормоните са обособени няколко местни групи или подразделения на племето, носещи имената на областите, които обитават:
- Диип крийк гошуте
- Скъл вали гошуте
  - Две групи
- Траут лейк гошуте
- Туули вали гошуте
- Ръш вали гошуте
- Сиидър вали гошуте

## Култура
Родината на гошуте обхваща най-бедния и сух регион на западна Юта и източна Невада, заради което те са най-бедните в културно отношение индианци в Северна Америка. Нямат почти никакви материални богатства и често ходят напълно голи. Социалната и политическа организация също липсва. Основна социална единица е семейството, грижещо се само за себе си. Понякога отделни семейства се събират заедно, за да си сътрудничат. Една такава група от семейства обитава едно село, състоящо се от малки полуземлянки, покрити с клони, треви и тръстика. Основни храни са различни гущери, змии, зайци, риба, птици, а понякога антилопи, елени и мечки, като с улова се занимават мъжете. Жените и децата събират над 100 вида растения и семена, най-важни от които са кедровите ядки. В диетата им влизат също разни насекоми и ларви. Сред традиционните изкуства са добре развити кошничарството и изработката на украшения от мъниста.

## История
Суровите пустинни условия и околна среда помагат на племето да живее изолирано от белите до доста късен период. Първият бял, който се среща с тях и ги описва, е Джедидая Смит през 1826 година. През следващите две десетилетия контактите им с белите са незначителни. Едва с пристигането на мормоните през 1847 година срещите зачестяват. След тях безброй емигранти, заселници и правителствени агенти се изсипват в земите им, като фермерите и земеделските производители завземат най-хубавите земи и основните водоизточници. Станциите на компанията „Овърленд Трейл“ никнат една след друга, последвани от телеграфа и железопътните линии. Лишени от основни източници на храна и вода, гошуте започват да нападат фермите и станциите, да крадат добитък и да отмъщават за неправдите. Местни доброволчески отряди, а по-късно и армията, отговарят на нападенията с насилие. Много индианци са убити, а останалите живи са ограничени до малки парцели земя. До 1869 година голяма част от племето се отказва от традиционния начин на живот и се заселват във ферми в долините Диип крийк и Скъл вали. Ловът и събирането на храни са все още важни за прехраната, но със стария живот е свършено. Правителството многократно отлага създаването на резервати за племето, като постоянно прави опити да ги изсели в съседни резервати. Едва през първите години на 20 век правителството създава два резервата – Гошуте с 459,5 km2 и Скъл вали с 18 000 акра, които споделят заедно с някои групите паюта и банок.

## Име
Името гошуте идва от името на техен водач, наричан Гошип, но най-вероятно е от Готсипупиутси, както шошоните наричат хората живеещи в пустинята.